# Asplenium lokohoense
Asplenium lokohoense är en svartbräkenväxtart som beskrevs av Tard. Asplenium lokohoense ingår i släktet Asplenium och familjen Aspleniaceae. Inga underarter finns listade.